# ウガンダ (1971年-1979年)

ウガンダ共和国
Republic of Uganda (英語)

国歌: Oh Uganda, Land of Beauty（英語）
おおウガンダ、美しき地

ウガンダ共和国の位置

ウガンダ第二共和国（ウガンダだいにきょうわこく、英語: Second Republic of Uganda）は、1971年にイディ・アミンが権力を掌握してから1979年までの失脚するまで存在した国家である。

## 解説
1971年に発生した1971年ウガンダクーデターによって当時の大統領であったミルトン・オボテは失脚し、アミンが大統領に就任する。
ウガンダ経済は、アジア人追放や企業・産業の国有化、公共部門の拡大等、アミンの経済政策によって大きな打撃を受けた。1972年8月、アミンは「夢で啓示を受けた」と90日以内の期限をもってインド人を含むアジア人を追放する指令を出した。アミン政権下で殺害された人数は定かではないが、10万人から50万人と言われている。
1978年10月9日から始まったウガンダ・タンザニア戦争が激化していく中で、1979年4月11日にタンザニアとウガンダ民族解放戦線は首都カンパラを占領、アミンはリビアを経由し、サウジアラビアのジッダへと亡命した。同年6月3日には、最後のアミン支持派の残党が国内から追放され、独裁政権は崩壊した。

## 歴史

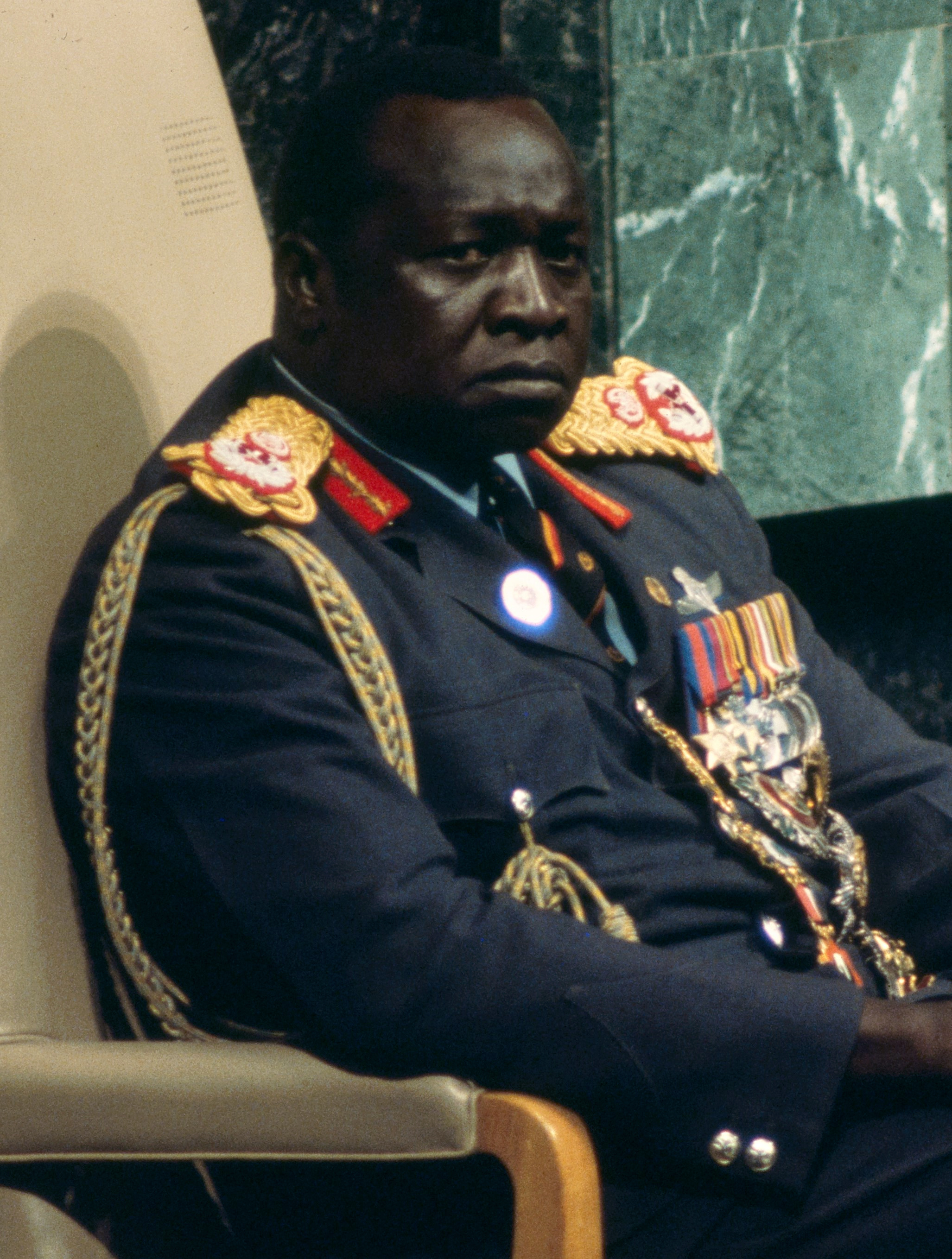
アミン, 1975年

### 引用文献
- Hansen, Holger Bernt (2013). “Uganda in the 1970s: a decade of paradoxes and ambiguities”. Journal of Eastern African Studies 7 (1):  83–103. doi:10.1080/17531055.2012.755315.
- Seftel, Adam, ed (2010) [1st pub. 1994]. Uganda: The Bloodstained Pearl of Africa and Its Struggle for Peace. From the Pages of Drum. Kampala: Fountain Publishers. ISBN 978-9970-02-036-2

## 関連文献
- Human Rights in Uganda Report. London: Amnesty International. (June 1978)
- Anderson, David M.; Rolandsen, eds (2017). Politics and Violence in Eastern Africa: The Struggles of Emerging States. London: Routledge. ISBN 978-1-317-53952-0
- Hansen, Holger Bernt (1977). Ethnicity and Military Rule in Uganda: a study of ethnicity as a political factor in Uganda, based on a discussion of political anthropology and the application of its results. Uppsala: Scandinavian Inst. of African Studies
- Life Under Idi Amin: The Story of Theresa Nanziri Bukenya
- この記事にはパブリックドメインである、アメリカ合衆国連邦政府による Country Studies. 連邦研究部門（英語版）を含む。 - Uganda